# トライ式高等学院
トライ式高等学院（とらいしきこうとうがくいん）は、東京都千代田区・大阪府吹田市に本社を置く株式会社トライグループが経営するサポート校である。併設校としてトライ式高等学院中等部（中学生対象）がある。

## 概要
株式会社トライグループが設立したトライ式高等学院は高校卒業をサポートする、通信制高校のサポート校。家庭教師のトライで培った個別指導のノウハウを活かし、各地の校舎だけでなく、自宅での個別指導も可能となっている。
不登校生徒や高校中退者、学業不振など様々な諸問題を抱える生徒の受け入れを行い、高校卒業だけでなく、大学受験・進学のサポートも個別に行っている。
入学時に連携通信制高校にも同時入学し、卒業時に連携通信制高校の卒業証書も受け取る形となる。

## 歴史
- 2010年2月 - 開校。

## コース
- スタンダードコース
通常のトライ式高等学院のコースで、個別授業によるサポートを行う。学習形態は通学型、自宅型から選べる。
- プライベートコース
個別授業によるサポートは無い。ただし、オプションでFAXで質問したり、インターネット配信による授業を閲覧するサービスをつけることができる。
- 高卒認定試験合格・高卒認定（旧大検）コースもある。

## オリジナルゼミ
各業界の現場で活躍する仕事人を呼び、体験授業やワークショップをするゼミ。キャリア教育の一環としてトライ式高等学院の生徒ならだれでも受けられる。声優ゼミ、俳優ゼミ、英会話ゼミなどが開催されている。

## 学費
かかる費用は、入学金とそれぞれのコースで設定された学費である。

## 他校との違い
家庭教師のノウハウを生かした個別指導で、忙しい者には自宅に出向いて、レポートを提出することができる。

## 所在地
- 東京本部（飯田橋本校）： 東京都千代田区飯田橋1-10-3　（株）トライグループ東京本社ビル
- 札幌本部（札幌駅校）： 北海道札幌市北区北9条西 4-10-3　エスターNガレリア2F
- 東日本本部（仙台駅前校）： 宮城県仙台市宮城野区榴岡1-6-30 エクセレントスクエア仙台3F
- 名古屋本部（千種駅前校）： 愛知県名古屋市千種区内山3-23-5 2F
- 大阪本部（天王寺駅前校）： 大阪府大阪市阿倍野区旭町1丁目 1-10　竹澤ビル2F
- 西日本本部（西新校）： 福岡県福岡市早良区西新5丁目1-17　ヒューマンズプラザ西新2F

## イメージキャラクター
- 小野恵令奈[2]
- 渡辺麻友
- 佐藤すみれ[3]

上記のAKB48メンバー3人が出演していたCMのタイアップソング「自分らしさ」は、アルバム『神曲たち』に収録されている。また、渡辺は、2013年3月にトライ式を卒業している。